# Plaridel (Quezon)
Plaridel ist eine philippinische Stadtgemeinde in der Provinz Quezon. Sie hat 10.935 Einwohner (Zensus 1. August 2015).

## Baranggays
Plaridel ist politisch in neun Baranggays unterteilt.
- Concepcion
- Duhat
- Ilaya
- Ilosong
- Tanauan
- Central (Pob.)
- Paang Bundok (Pob.)
- Paaralan (Pob.)
- M. L. Tumagay Pob.

## Verkehr
Die Baranggays Duhat, Ilaya und Ilosong liegen südlich des Hauptortes (Poblacion) und sind über eine befestigte Straße mit dem National Maharlika Highway im Baranggay Paaralan (auch Pampaaralan) an das Straßennetz angebunden. Diese Straße ist auch der wichtigste Zugang zum Baranggay Kulawit in der Stadtgemeinde Atimonan im Westen. Plaridel verfügt auch über einen Verkehrshalt der Eisenbahn und verbindet die Gemeinde mit der Bicol-Region und der Hauptstadtregion Metro Manila. Die täglichen Eisenbahnverbindung wird von der Philippine National Railways betrieben.